# Aztekisches Süßkraut
Das Aztekische Süßkraut (Phyla scaberrima, Syn.: Lippia dulcis) ist eine Pflanzenart aus der Gattung Süßkräuter (Phyla) innerhalb der Familie der Eisenkrautgewächse (Verbenaceae). Sie ist in der Neotropis verbreitet. Im Nahuatl wird die Pflanze als tzonpelic xihuitl, im Spanischen als Orozul bezeichnet.

## Beschreibung

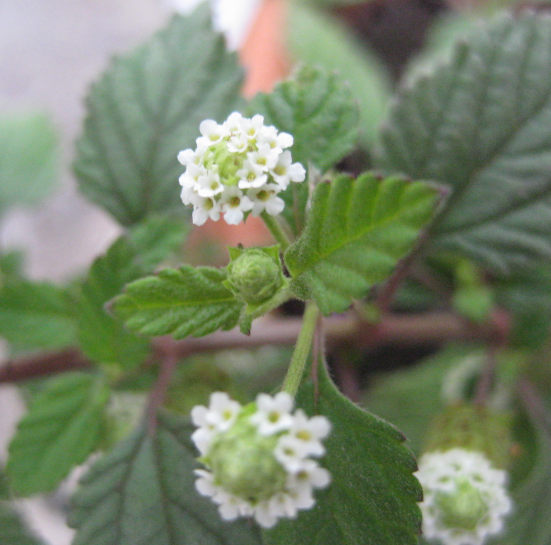
Blütenstände

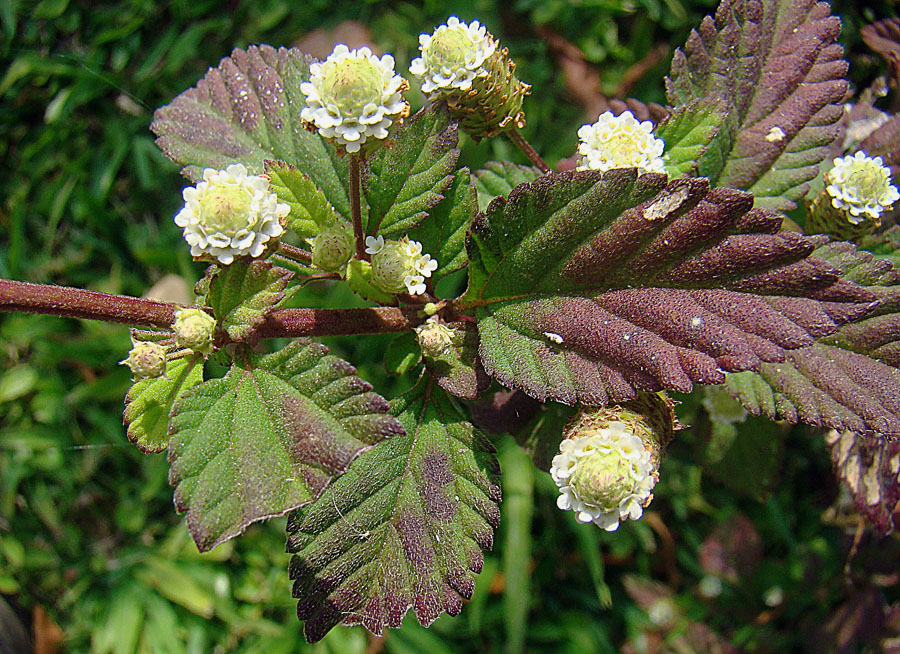
Zweig mit Laubblättern und Blütenständen

### Vegetative Merkmale
Das stark riechende Aztekische Süßkraut ist eine ausdauernde krautige Pflanze, die an ihrer Basis manchmal etwas verholzt. Die liegend bis niederliegenden oder aufrechten Sprossachsen können anfangs winzig behaart sein, verkahlen aber schnell.
Die gegenständig angeordneten, einfachen Laubblätter sind in Blattstiel und Blattspreite gegliedert. Der Blattstiel ist bis 1,5 Zentimeter lang. Die am Rand grob gekerbte oder gesägte bis gezähnte, oberseits raue, borstige und unterseits feinborstige, etwas drüsige Blattspreite ist bei einer Länge von 3 bis 7 Zentimetern sowie einer Breite von 1,5 bis 4 Zentimetern meist eiförmig mit spitzem oberen Ende.

### Generative Merkmale
Der achselständige Blütenstandsschaft ist 2,5 bis 5 Zentimeter lang. Der kopfige, eiförmige bis zylindrische Blütenstand ist 0,4 bis 0,9 Zentimeter lang sowie 0,4 bis 0,6 Zentimeter breit und vergrößert sich bis zur Fruchtreife auf eine Länge von bis über 2 Zentimeter und einen Durchmesser bis 0,6 Zentimeter. Von den grünen Tragblätter sind die unteren bei einer Länge von 3 bis 4 Millimetern sowie einer Breite von 1,25 bis 3 Millimetern eiförmig oder lanzettlich und die oberen bei einer Länge von etwa 3 Millimetern sowie einer Breite von 1,25 bis 2 Millimetern verkehrt-eiförmig, spatelförmig, selten rhombisch; sie sind stachelspitzig.
Die kleinen zygomorphen Blüten sind vierzählig mit doppelter Blütenhülle. Die vier kleinen Kelchblätter sind 1 bis 1,25 Millimeter lang und kurz behaart. Die vier weißen Kronblätter sind etwa 3 Millimeter lang. Es sind vier didynamische Staubblätter vorhanden. Der zweikammerige Fruchtknoten ist oberständig. Der Griffel endet in einer zweilappigen Narbe.
Die trockenen, kleinen Spaltfrüchte sind vom haltbaren Kelch umgeben und zerfallen bei Reife in zwei Steinfrüchte, die jeweils einen Samen enthalten.

## Inhaltsstoffe
Die Blätter dieser Süßstoffpflanze enthalten den natürlichen Süßstoff Hernandulcin, dessen Süßkraft um ein Vielfaches stärker ist als Zucker. Im Gegensatz zum Süßkraut Stevia rebaudiana verlieren die Blüten und Blätter ihre Süße im getrockneten Zustand.
Der Gehalt an Kampfer verhindert die langfristige Nutzung als Zuckerersatz. In Mittelamerika (Mexiko) wird sie traditionell zur Behandlung von Erkältungen, Husten, Bronchitis und Koliken genutzt. Außerdem wirken ihre Extrakte entzündungshemmend.

## Verbreitung
Es gibt Fundorte von Mexiko über Karibische Inseln bis ins nördliche Argentinien. Diese Verbreitung ist durch den historischen Anbau beeinflusst.

## Taxonomie
Die Erstbeschreibung des Basionyms Zapania scaberrima erfolgte 1806 durch Christian Hendrik Persoon unter Berufung auf Antoine-Laurent de Jussieu in Synopsis plantarum, 2, S. 140. Die Umbenennung zu Phyla scaberrima erfolgt 1936 durch Harold Norman Moldenke in Repert. Spec. Nov. Regni Veg. 41: 64. Das weit verbreitete Synonym Lippia dulcis wurde anhand eines im Garten von George Staunton kultivierten Exemplars, dessen Samen aus Kuba durch Antonius de la Osa gesendet wurden, 1826 durch Ludolf Christian Treviranus in Nova Acta Physico-medica Academiae Caesareae Leopoldino-Carolinae Naturae Curiosorum Exhibentia Ephemerides sive Observationes Historias et Experimenta, 13, 1, S. 187–188 erstbeschrieben. Andere Synonyme sind noch Lippia asperifolia Rchb., Lippia mexicana Grieve und Phyla dulcis (Trevir.) Moldenke.